# Voie des Alpes
La Voie des Alpes est une voie romaine de la Gaule joignant Valentia (Valence) au Montgenèvre en passant par Die, Luc-en-Diois, le col de Cabre, Gap et Briançon.

## Le tracé de la voie des Alpes
De la Gaule vers l'Italie, le point de départ de la Voie des Alpes se trouve à Valence à la bifurcation avec le grand axe routier rhodanien de la Via maneAgrippa. 
Le tracé traverse ensuite la plaine de Valence, suit le défilé de la Drôme, entre le massif du Vercors et les Alpes du sud. 
Il se poursuit ensuite au pied du massif du Dévoluy en longeant le Petit Buëch. Il rejoint la vallée de la Durance après avoir longé la limite sud du massif des Écrins. 
Il suit cette rivière jusqu'au col du Montgenèvre ou il franchit les Alpes pour parvenir à Suse en Italie.
La Voie des Alpes est attestée par trois itinéraires routiers antiques :
- La table de Peutinger ;
- L'itinéraire d'Antonin ;
- L'Itinéraire de Bordeaux à Jérusalem qui, plus tardif, est plus détaillé que les deux premiers en les corrigeant et en y incluant quelques relais supplémentaires[1].

## Les étapes de la Voie des Alpes
- Département de la Drôme
  - Valentia / Valence. Colonie fondée au Ier siècle, entourée d'un rempart dont il ne subsiste que peu de ruines. La ville comptait un odéon, un théâtre et des thermes.
  - Montéléger
  - Montmeyran
  - Upie
  - Vaunaveys-la-Rochette
  - Crest
  - Augusta / Aouste-sur-Sye
  - Saillans
  - Pontaix
  - Sainte-Croix
  - Colonia Civitas Dea Vocontiorum / Die. Sanctuaire des Voconces. Die devint chef-lieu de cité au Bas-Empire. Construction de remparts au IIIe siècle dont subsiste aujourd'hui la porte Saint-Marcel.
  - Pont-de-Quart
  - Recoubeau
  - Luco / Luc-en-Diois. Chef-lieu de cité des Voconces au moment de la conquête romaine. Perdit sa prédominance au Bas-Empire au profit de Die. Elle redevint alors simple étape sur la Voie des Alpes.
  - Mutatio Vologatis / Beaurières
  - Gavra Mons / le col de Cabre
- Département des Hautes-Alpes
  - Mutatio Cambono / La Beaume
  - Saint-Pierre-d'Argençon
  - Aspres-sur-Buëch. Camp romain (montagne des Eygaux)
  - Mons Seleucius / La Bâtie-Montsaléon. Agglomération secondaire et grand sanctuaire des cultes orientaux (Isis, Mithra). Lieu de la bataille entre les troupes de l'empereur Constance II et l'usurpateur Magnence en 336.
  - Mutatio Daviano / Veynes
  - La Roche-des-Arnauds
  - Vapincum / Gap. La Voie des Alpes rejoint la Via Domitia à Gap. Avant de rejoindre le col du Montgenèvre qui lui permet de franchir les Alpes , elle passe par Chorges, Embrun, La Roche-de-Rame et la ville de Briançon.

## «L'heureuse distribution» des cours d'eau
Les Romains tirèrent parti de cette voie naturelle de pénétration en Gaule que constituait le couloir rhodanien. Mais l’heureuse distribution des cours d’eau de la vallée du Rhône, louée par Strabon dans sa Géographie (IV, 1, 2), permit la création, sur la rive gauche du Rhône, de nombreux embranchements en direction des vallées :
- de la Durance
- de l’Ouvèze
- de l’Eygues
- du Lez
- du Roubion
- de la Drôme
- de l’Isère

## Des carrefours routiers importants
Ces embranchements créèrent ainsi des carrefours importants comme Ernaginum (Saint-Gabriel), dans le territoire des Tricastini, où se rejoignaient la via Domitia et celle des Alpes Maritimes, ou encore Vienne, d’où l’on pouvait aller au Mont Genèvre, au Petit Saint-Bernard ou à Genève. 
Valence était également un carrefour relativement important : par la voie des Alpes, qui partait de Valentia, on pouvait, en suivant la vallée de la Drôme, rejoindre Gap et Briançon. C’est d’ailleurs par cette route que Jules César arriva en Gaule en -58 et allait être très utilisée à la fin du IIIe siècle et durant le IVe siècle.